# Matt Barlow
Matt Barlow (Biloxi, Misisipi, Estados Unidos, 10 de marzo de 1971) es un vocalista estadounidense de heavy metal. También ha sido oficial de policía en Georgetown, Delaware. Barlow es el actual cantante en la banda Ashes of Ares y fue miembro de Iced Earth y Pyramaze.

## Carrera
Barlow se unió a Iced Earth al finalizar la gira Night of the Stormrider junto a Blind Guardian en Europa, como reemplazo de John Greely. El primer disco de Iced Earth con Barlow en la voz fue Burnt Offerings de 1995. Debido a los atentados del 11 de septiembre, Matt decidió que quería ayudar a la sociedad de una manera real, no simplemente con la ilusión de ser una estrella de rock, y a pesar de que el guitarrista Jon Schaffer trató de convencerlo para que se mantuviera en ella, dejó la banda.
Barlow se convirtió así en oficial del Departamento de Policía de Georgetown, Delaware en 2003, permaneciendo hasta 2007. Poco tiempo después se unió como cantante a la banda Pyramaze, que le permitiría volver al panorama musical a la vez que podría compaginarlo con su trabajo como policía.
En diciembre de 2007, Matt Barlow regresó a Iced Earth para grabar el disco The Crucible of Man: Something Wicked This Way Comes, no sin antes terminar de grabar su último disco con Pyramaze, Immortal.
En marzo de 2011, Barlow anuncia que volvería a dejar Iced Earth después de acabar la gira europea del grupo, aludiendo motivos familiares y la imposibilidad de cumplir sus obligaciones con la banda por ese motivo. El 6 de agosto de ese mismo año, Barlow actuó en su concierto de despedida con Iced Earth en el festival Wacken Open Air.
En junio de 2012, el cantante anunció a través de Facebook la creación de un nuevo grupo llamado Ashes Of Ares junto con el bajista de Iced Earth, Freddie Vidales y el batería de Nevermore, Van Williams, junto con la publicación de varios vídeos de promoción en YouTube. El álbum se anunció para finales de 2013. En 2018 anunció su nuevo proyecto musical, titulado We Are Sentinels.

## Discografía

### Iced Earth
- 1995: Burnt Offerings
- 1996: The Dark Saga
- 1997: Days of Purgatory
- 1998: The Melancholy EP
- 1998: Something Wicked This Way Comes
- 1999: Alive in Athens
- 2001: Horror Show
- 2002: Tribute to the Gods
- 2008: The Crucible of Man Something Wicked Part II
- 2011: Festivals of the Wicked

### Pyramaze
- 2008: Immortal

### Ashes Of Ares
- 2013: Ashes Of Ares
- 2018: Well of Souls
- 2022: Emperors And Fools

'